# Мазлумов, Аведикт Лукьянович
Аведи́кт Лукья́нович Мазлу́мов (30 ноября [12 декабря] 1896, Симферополь — 30 сентября 1972, Москва) — советский биолог, селекционер сахарной свёклы, академик ВАСХНИЛ (1956), Герой Социалистического Труда (1965), доктор сельскохозяйственных наук (1948), профессор (1949). Заслуженный деятель науки РСФСР (1966). Лауреат Ленинской (1965) и двух Сталинских премий третьей степени (1946, 1952).

## Биография
В 1923 году окончил Воронежский сельскохозяйственный институт. С 1922 года работал на Рамонской опытно-селекционной станции (Воронежская область), преобразованной в 1959 году во Всероссийский НИИ сахарной свёклы и сахара (ВНИИСС): в 1922 году — практикант; в 1923—1925 годах — младший специалист; в 1925—1930 годах — старший специалист; в 1933—1941 годах — заведующий свекловичной секцией; в 1944—1967 годах — заведующий отделом селекции сахарной свёклы; в 1967—1972 годах — научный консультант.
В 1930—1933 годах директор Дальневосточной опытно-селекционной станции. В 1942—1944 годах заведующий лабораторией Рамонских материалов в Ново-Троицком свеклосовхозе Фрунзенской области
Мазлумовым лично и в соавторстве с другими селекционерами выведено 52 сорта и гибрида сахарной свёклы, из них 41 районирован (1972). Автор более 100 научных трудов, в том числе 15 книг и брошюр. Многие работы опубликованы за рубежом.
Депутат Верховного Совета РСФСР 6-го созыва.
Похоронен на территории ВНИИСC, институт впоследствии назван его именем. В Воронеже именем селекционера названа улица.
Могилы отца и матери А. Л. Мазлумова сохранились в г. Симферополь, на территории Симферопольского староармянского кладбища (памятник архитектуры 19 — первой четверти 20 вв.).

## Награды и премии
- Ленинская премия (1965)
- Сталинская премия третьей степени (1946) — за выведение нового высокоурожайного сорта сахарной свёклы «Рамонская 1537» с повышенной сахаристостью
- Сталинская премия третьей степени (1952) — за выведение и внедрение в производство новых сортов сахарной свёклы
- Герой Социалистического Труда (31.12.1965)
- два ордена Ленина (12.12.1956; 31.12.1965)
- три ордена Трудового Красного Знамени (16.11.1942; 08.05.1947; 27.10.1949)
- четыре медали СССР
- четыре медали ВДНХ
- заслуженный деятель науки РСФСР (1966)
- Почётный академик Чехословацкой академии сельскохозяйственных наук (1960)

## Избранная библиография
- Селекция сахарной свеклы. — М., 1950.
- Методы селекции, создание высокопродуктивных сортов и гибридов сахарной свеклы и их внедрение в производство // Труды Всесоюзного научно-исследовательского института сахарной свеклы. — 1965. — Т. 2. — Вып. 2.